# Attard

Localização de Attard

Attard (Ħ'Attard) é uma cidade e um conselho local de Malta no centro da ilha de Malta. O conselho local possui 14 km² e cerca de 10 000 habitantes (2004).
Juntamente com Balzan e Lija forma o conjunto conhecido como "As Três Cidades".